# Christoph Jacobi
Christoph Jacobi (* 19. Dezember 1970 in Berlin) ist ein deutscher Schauspieler.

## Leben
Christoph Jacobi absolvierte zunächst eine Ausbildung zum Buchhändler und studierte von 1991 bis 1995 an der Hochschule für Schauspielkunst „Ernst Busch“ in Berlin. Beim Schauspielschultreffen in Wien erhielt er 1993 für seine Rolle in Ilan Hatsors Theaterstück Vermummte in der Regie von Ulrich Mühe einen Darstellerpreis. Eine erste Bühnenrolle spielte er 1994 an der Volksbühne Berlin als Brick in die Die Katze auf dem heißen Blechdach von Tennessee Williams. Von 1995 bis 1998 war er Ensemblemitglied am Renaissance-Theater Berlin. Weitere Bühnenstationen waren von 1998 bis 1999 das BAT Berlin, im Jahr 2000 das Theater am Neumarkt in Zürich und in der Spielzeit 2001 bis 2002 das TIF (Theater in der Fabrik) des Staatsschauspiels in Dresden. Von 2002 bis 2006 war er Mitglied an der bremer shakespeare company.
Als Regisseur inszenierte er 2005 an der bremer shakespeare company Salzwasser von Conor McPherson, 2013 am Theaterhaus Schnürschuh in Bremen Monsieur Ibrahim und die Blumen des Koran von Éric-Emmanuel Schmitt, 2015 Tschick von Wolfgang Herrndorf und 2018 Der Kleine Prinz von Antoine de Saint-Exupery. Zeitgleich ist er als Coach für Präsentations- und Sprechtechniken, als Schauspiellehrer  und Regisseur in Bremen und Oldenburg und als Leiter dreier eigener Theatergruppen tätig.
Aktuelle Produktionen als Schauspieler auf der Bühne sind: Der Gute Dieb und Salzwasser von Conor McPherson, Terror von Ferdinand von Schirach im Bremer Kriminaltheater sowie ein Musik-Solo Abend mit dem Musiker Sebastian Kemper.
Christoph Jacobi arbeitete als Schauspieler in verschiedenen Film- und Fernsehproduktionen. Darunter befinden sich die Spielfilme Das Versprechen von Margarethe von Trotta und Aimée & Jaguar in der Regie von Max Färberböck.
Er trat als Darsteller in Fernsehserien wie Sperling, Der Ermittler, SOKO Wismar, SOKO Köln, SOKO Leipzig, In aller Freundschaft – Die jungen Ärzte, Da kommt Kalle, Notruf Hafenkante und Küstenwache auf. In den Serien Schloss Einstein und Rote Rosen übernahm er für jeweils einige Folgen Gastrollen. In dem Fernsehfilm Grabenkämpfe aus der Fernsehreihe Tatort war er im Jahr 2011 als Stefan Aldinger zu sehen. Darüber hinaus stellte er in den Fernsehfilmen Wegwerfmädchen und Das goldene Band ebenfalls aus der Fernsehreihe Tatort 2012 den Kriminalkommissar Michael Belz dar.
Die Produktion Es war einer von uns von ZDF und ARTE, in der er die Rolle des Elmar verkörperte, war für den Grimme-Preis 2012 nominiert.
Weitere Produktionen, die hervorstechen sind der Kinofilm "Tore tanzt "(Premiere in Cannes) und das Kinoprojekt "Nowhere" mit Jella Haase. Im August 2018 fanden Dreharbeiten zum Kinofilmprojekt Pelikanblut mit Nina Hoss unter der Regie von Katrin Gebbe statt. Dieser Kinofilm feierte am 29. August 2019  Premiere auf dem Filmfestival in Venedig.
In Deutschland hatte er seine Premiere am 29. September 2019 auf dem Filmfest in Hamburg.
Im Mai / Juni 2019 begannen zeitgleich die Dreharbeiten für den TV-Spielfilm Auf dem Grund als auch die Aufnahmen für die TV-Serie Die Bergretter in der Steiermark unter Regie von Heinz Dietz. Der TV-Spielfilm Auf dem Grund hatte seine Premiere auf dem Filmfest in Hamburg am 28. September 2019.
Beginnend mit der Theaterproduktion ... und ewig rauschen die Gelder von Michael Rooney starteten die Regiearbeiten am Union Theater Bremen und wurden fortgesetzt mit der Regie für Murder by Sex von Joan Shirley am Statt-Theater Vegesack.
Ab Oktober 2019 kam ebenfalls das Stück Sluder Tanten Tratsch von Ralph Wallner an der Oberneulander Speeldeel zur Premiere.
Mit dem Beginn des Wintersemesters 2019/20  folgten zwei Lehraufträge an der Hochschule für Künste im Sozialen in Ottersberg.
Erneute Dreharbeiten standen für die TV-Serie Die Kanzlei unter Regie von Steffi Doehlemann im Dezember 2019 an.
Als Theaterregisseur zeichnete er 2020 verantwortlich für Keen Utkamen mit'm Inkamen von Fritz Wempner am Niederdeutschen Theater Delmenhorst, für Ein ungleiches Paar von Neil Simon am Union Theater Bremen, sowie für die Collage Stand Up an der Waldorfschule Ottersberg.

## Filmografie (Auswahl)
- 1995: Das Versprechen
- 1998: A Touch of Heaven
- 1999: Aimée & Jaguar
- 2000: Adrian und der Wolf
- 2001: Wilde Ehe
- 2003: Das verräterische Collier (Fernsehfilm)
- 2003: Du bist nicht Belmondo
- 2004: Sperling (Fernsehserie) – Sperling und die letzte Chance
- 2004: SOKO Wismar (Fernsehserie) – Endstation
- 2004: SOKO Köln (Fernsehserie) – Krieg der Sterne
- 2004: Drei Tage, drei Nächte
- 2005: Der Ermittler (Fernsehserie) – Zahltag
- 2007: Paula Modersohn-Becker – Geschichte einer Malerin (Fernsehfilm)
- 2007: Wortbrot
- 2008: Die Dinge zwischen uns
- 2008: Rote Rosen (Fernsehserie) – Folgen 422 bis 439 als Frank Schmitz
- 2009: Hinter den Dünen
- 2009: Deutschland 09 – 13 kurze Filme zur Lage der Nation
- 2009: Crashpoint – 90 Minuten bis zum Absturz
- 2009: Tatort – Tote Männer
- 2009: SOKO Wismar (Fernsehserie) – Omas Engel
- 2009: Küstenwache (Fernsehserie) – Man stirbt nur zweimal
- 2010: Notruf Hafenkante (Fernsehserie) – Wunderkind
- 2010: Deckname Cor – Das dramatische Leben des Max Windmüller
- 2010: Die Deutschen (Dokumentation) – Karl IV. und der Schwarze Tod
- 2010: Da kommt Kalle (Fernsehserie) – Weihnachtstraum
- 2010–2011: Schloss Einstein (Fernsehserie) – Folgen 631 bis 648 als Roland Gubisch
- 2011: Es war einer von uns (Fernsehfilm)
- 2011: Tatort – Grabenkämpfe
- 2012: Tatort – Wegwerfmädchen
- 2012: Tatort – Das goldene Band
- 2012: Tatort – Hochzeitsnacht
- 2013: Arnes Nachlass (Fernsehfilm)
- 2013: Tore tanzt
- 2013: Tür an Tür (Fernsehfilm)
- 2013: Stubbe – Von Fall zu Fall (Fernsehserie) – Mordfall Maria
- 2014: Großstadtrevier (Fernsehserie) – Gras drüber
- 2015: Marie Brand und der schöne Schein
- 2015: SOKO Köln (Fernsehserie) – Kein Weg zurück
- 2015: Rewind
- 2015: Notruf Hafenkante (Fernsehserie) – Paulines Fall
- 2015: SOKO Leipzig (Fernsehserie) – Der Deich
- 2015: In aller Freundschaft – Die jungen Ärzte (Fernsehserie) – Geheimnisse
- 2015: SOKO Wismar (Fernsehserie) – Zu Spät
- 2016: Nowhere
- 2017: SOKO Stuttgart (Fernsehserie) – Ein Alibi zu viel
- 2017: Heimat Helgoland – (Dokuspielfilm)
- 2018: Wilsberg – Die Nadel im Müllhaufen (Fernsehfilm)
- 2018: Die Affäre Borgward (Fernsehdokumentationsfilm)
- 2018: SWB (Werbespot)
- 2018: Tatort – Blut (Fernsehfilm)
- 2019: Pelikanblut
- 2019: Kismet (Kurzfilm)
- 2019: Auf dem Grund (Fernsehfilm)
- 2019: Die Bergretter (Fernsehserie)
- 2019: Die Kanzlei (Fernsehserie)
- 2022: Morden im Norden (Fernsehserie) – Harte Prüfung
- 2024: Großstadtrevier (Fernsehserie) – Loverboy